# Миколаївське (Роменський район)
Микола́ївське —  село в Україні, в Сумській області, Роменському районі. Населення становить 24 особи (станом на 2021 рік). Входить до складу Роменської міської громади. До 2020 орган місцевого самоврядування - Гришинська сільська рада.

## Географія
Село Миколаївське розташоване за 2 км від берега річки Олава. На відстані 2 км розташовані села Королівщина, Гаврилівка та селище Основа Чернігівської області.
По селу тече струмок, що пересихає.
Поруч пролягає автомобільний шлях Т 2515.

## Історія
Село постраждало внаслідок геноциду українського народу, проведеного урядом СРСР 1923-1933 та 1946-1947 роках.
12 червня 2020 року, відповідно до розпорядження Кабінету Міністрів України № 723-р «Про визначення адміністративних центрів та затвердження територій територіальних громад Сумської області», село увійшло до складу Роменської міської громади.
19 липня 2020 року, в результаті адміністративно-територіальної реформи та ліквідації Роменського району(1930—2020), увійшло до складу новоутвореного Роменського району.